# Taylor Caldwell
Taylor Caldwell (Janet Miriam Holland Taylor Caldwell) (Manchester, 1900. szeptember 7. – Greenwich, Connecticut, 1985. augusztus 30.) angol–amerikai írónő.
Marcus Holland, Max Reiner és J. Miriam Reback álnevek alatt is publikált. A Taylorok a MacGregor skót klánhoz tartoztak. Családjával 1907-ben az Egyesült Államokba költözött. 1931-ben diplomázott Buffalóban. Második férjével, Marcus Rebackkel számos bestsellert írt.

## Fontosabb művei
- Dynasty of Death (1938)
- The Strong City (1942)
- The Wide House (1945)
- Never Victorious, Never Defeated (1954)
- The Listener (1960)
- Great Lion of God (1970)
- Captains and the Kings (1972)
- Romance of Atlantis (1975)
- Bright Flows the River (1978)
- Answer As A Man (1980)

## Magyarul
- Tűz és vas, 1-2.; ford. Szabó Béla; Athenaeum, Bp., 1940
- Az erős város; ford. Vadász Marianne; Athenaeum, Bp., 1946
- Az utolsó óra; ford. Vadász Marianne; Athenaeum, Bp., 1947
- A meghallgató; ford. Toró Anikó; Szt. Gellért, Bp., 2008